# Pseudocacia olivacea
Pseudocacia olivacea is een keversoort uit de familie boktorren (Cerambycidae). De wetenschappelijke naam van de soort is voor het eerst geldig gepubliceerd in 1935 door Breuning.